# Spjutholmen
Spjutholmen este o arie protejată (arie specială de conservare — SAC, sit de importanță comunitară — SCI, arie de protecție specială avifaunistică — SPA) din Suedia întinsă pe o suprafață de 154 ha, integral pe uscat.

## Localizare
Centrul sitului Spjutholmen este situat la coordonatele 60°27′15″N 17°17′03″E / 60.4543°N 17.2843°E.

## Înființare
Situl Spjutholmen a fost declarat arie de protecție specială avifaunistică în decembrie 1996 pentru a proteja 5 specii de animale. Alte tipuri de protecție:
- sit de importanță comunitară (în ianuarie 1997)
- arie specială de conservare (în martie 2011)[1][3][4]

## Biodiversitate
Situată în ecoregiunea boreală, aria protejată conține 7 habitate naturale: Pajiști aluvionare boreale nordice, Păduri caducifoliate de mlaștină fino-scandinave, Mlaștini turboase de tranziție și turbării mișcătoare, Taiga vestică, Păduri mixte riverane de Quercus robur, Ulmus laevis și Ulmus minor, Fraxinus excelsior sau Fraxinus angustifolia, de-a lungul marilor râuri (Ulmenion minoris), Râuri naturale fino-scandinave, Păduri aluvionare cu Alnus glutinosa și Fraxinus excelsior (Alno-Padion, Alnion incanae, Salicion albae).
La baza desemnării sitului se află mai multe specii protejate de  păsări (5): cocoșul de mesteacăn (Bonasa bonasia), ciocănitoare neagră (Dryocopus martius), vultur pescar (Pandion haliaetus), chiră de baltă (Sterna hirundo), huhurezul mic (Strix uralensis).